# Hoplocorypha bicornis
Hoplocorypha bicornis är en bönsyrseart som beskrevs av Deeleman-Reinhold 1957. Hoplocorypha bicornis ingår i släktet Hoplocorypha och familjen Thespidae. Inga underarter finns listade i Catalogue of Life.